# Cổ Chiên

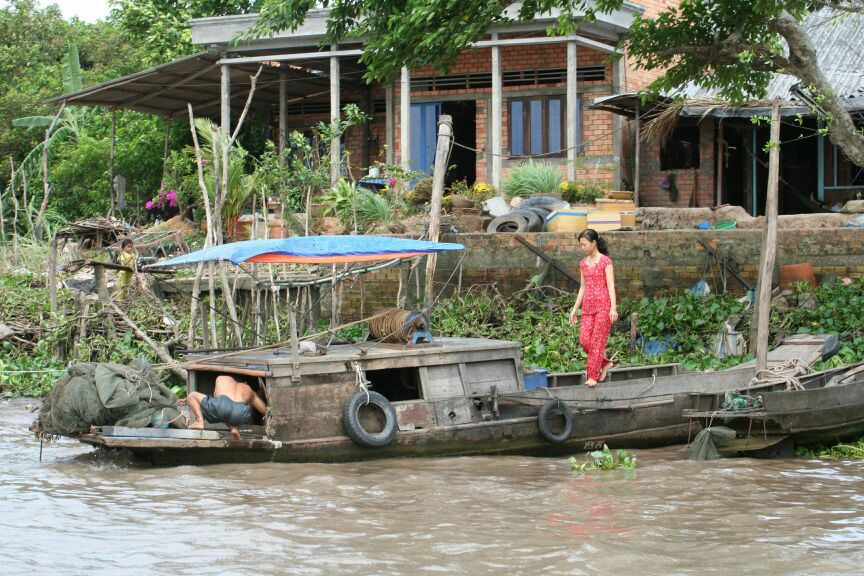
Scène sur le Co Chien dans la province de Vĩnh Long

Le Cổ Chiên est un des bras du Mékong qui se jette dans le fleuve Antérieur. D'une longueur de 82 kilomètres, il traverse les villes de Vĩnh Long, Trà Vinh et Bến Tre et les provinces du même nom.